# Raymond Unwin
Raymond Unwin (ur. 2 listopada 1863 w Rotherham, zm. 29 czerwca 1940 w Old Lyme) – angielski architekt i urbanista.

## Życiorys
Był najbardziej wpływowym planistą miast w swoich czasach. Pozostawał pod wpływem Williama Morrisa i idei socjalistycznych, a później Ebenezera Howarda. W 1893 zaprojektował kościół św. Andrzeja w Barrow Hill w hrabstwie Derbyshire, zaprojektował też kilka domów. W latach 1896–1914 wraz ze swoim szwagrem Barrym Parkerem, z którym założył spółkę, projektował robotnicze kolonie mieszkaniowe, miasta-ogrody i osiedla podmiejskie, w których łączył wygląd starej angielskiej wsi ze współczesnymi zasadami urbanistyki (Letchworth z 1903, Hampstead Garden Suburb w Londynie z 1907). W 1913 założył Town Planning Institute, w 1914 został starszym inspektorem planowania miejskiego w Radzie Samorządu Lokalnego (później Ministerstwa Zdrowia), podczas I wojny światowej był dyrektorem ds. mieszkalnictwa w Ministerstwie Amunicji i Sprzętu Bojowego, zaprojektował wówczas wiele osiedli. W 1918 był członkiem Tudor-Walters Committee on Housing. W późniejszych latach był znany głównie jako międzynarodowy konsultant, m.in. konsultantem regionalnego planu w Nowym Jorku w 1922, później do 1928 starszym urzędnikiem w Ministerstwie Zdrowia, a 1927-1940 głównym konsultantem urbanistycznym w Manchesterze. Poza tym 1931-1933 był prezesem Royal Institute of British Architects. Ponadto pisał prace teoretyczne z dziedziny urbanistyki.